# Otto Brundin
Knut Otto Brundin, född 3 mars 1893 i Katarina, Stockholm, död 28 september 1984 i Nyköpings Sankt Nicolai församling, var en svensk psykiater. 
Efter studentexamen i Stockholm 1912 blev Brundin medicine kandidat vid Karolinska institutet 1915 och medicine licentiat 1922. Han tjänstgjorde under kortare perioder vid lasarett, sanatorier och som tillförordnad provinsialläkare, var läkare vid statens sinnessjukhus i Stockholm, Säter, Göteborg, Lund, Västervik och Nyköping och slutligen överläkare och sjukhuschef vid Sankta Annas sjukhus i Nyköping 1933–58. Han var överinspektör för sinnessjukvården i riket 1935–41.
Brundin genomförde 1969–70 på uppdrag av Socialstyrelsen rättspsykiatrisk undersökning av Thomas Quick.
Brundin blev riddare av Nordstjärneorden 1939.
Brundin var gift 1920-1925 med tandläkaren Astrid Karolina Brundin, född Eriksson (1893–1980) och hade med henne dottern Ingrid Margareta (1921–1967).